# Murder on the Zinderneuf
Murder on the Zinderneuf est un jeu vidéo d’aventure développé par Free Fall Associates et publié par Electronic Arts en 1983 sur Atari 8-bit et Commodore 64. Le jeu se déroule en 1936 à bord d’un ballon dirigeable de luxe qui traverse l’Atlantique avec à son bord seize passagers. Le joueur incarne un détective chargé d’élucider un meurtre avant que le dirigeable n’arrive à destination. Pour cela, il explore le dirigeable à la recherche de preuves et interroge les passagers afin d’identifier le coupable. A chaque partie, l’identité de la victime et du meurtrier ainsi que le motif du crime sont générés aléatoirement par le programme. Le joueur peut de plus choisir l’identité de son détective parmi les huit proposées,,,.